# Stanki (Opole)
Pour l’article homonyme, voir Stanki (Silésie).
Stanki est une localité polonaise de la gmina de Rudniki, située dans le powiat d'Olesno en voïvodie d'Opole.